# Collinsia oxypaederotipus
Collinsia oxypaederotipus is een spinnensoort in de taxonomische indeling van de hangmatspinnen (Linyphiidae).
Het dier behoort tot het geslacht Collinsia. De wetenschappelijke naam van de soort werd voor het eerst geldig gepubliceerd in 1905 door Crosby.